# Glenvar Heights
Glenvar Heights és una concentració de població designada pel cens dels Estats Units a l'estat de Florida. Segons el cens del 2000 tenia 16.243 habitants.

## Demografia
Segons el cens del 2000, Glenvar Heights tenia 16.243 habitants, 7.243 habitatges, i 3.947 famílies. La densitat de població era de 1.489,7 habitants/km².
Dels 7.243 habitatges en un 23,1% hi vivien nens de menys de 18 anys, en un 38,9% hi vivien parelles casades, en un 11,6% dones solteres, i en un 45,5% no eren unitats familiars. En el 34,9% dels habitatges hi vivien persones soles el 9,5% de les quals corresponia a persones de 65 anys o més que vivien soles. El nombre mitjà de persones vivint en cada habitatge era de 2,24 i el nombre mitjà de persones que vivien en cada família era de 2,95.
Per edats la població es repartia de la següent manera: un 18,2% tenia menys de 18 anys, un 11,1% entre 18 i 24, un 33,7% entre 25 i 44, un 23,2% de 45 a 60 i un 13,7% 65 anys o més.
L'edat mediana era de 37 anys. Per cada 100 dones de 18 o més anys hi havia 84,8 homes.
La renda mediana per habitatge era de 40.209 $ i la renda mediana per família de 53.279 $. Els homes tenien una renda mediana de 35.867 $ mentre que les dones 30.510 $. La renda per capita de la població era de 27.473 $. Entorn del 7,7% de les famílies i el 12,7% de la població estaven per davall del llindar de pobresa.

## Poblacions més properes
El següent diagrama mostra les poblacions més properes.